# フライ・ライク・アン・イーグル
「フライ・ライク・アン・イーグル」(Fly Like an Eagle)は、アメリカ合衆国のロック・バンド、スティーヴ・ミラー・バンドが1976年のアルバム『鷲の爪』で発表した楽曲。バンドの中心人物スティーヴ・ミラーが単独で作詞・作曲した。
多数のアーティストにカヴァーされており、ネヴィル・ブラザーズのヴァージョンとレス・ポールのヴァージョンにはスティーヴ・ミラー本人もゲスト参加している。また、ヒップホップにおけるサンプリング例の多い曲としても知られる。

## 録音
この曲は1973年の段階でデモ録音が行われており、当時のヴァージョンは2006年に発売された『鷲の爪』30周年記念デラックス・エディション盤にボーナス・トラックとして収録された。
レコーディングでは複数のテイクが録音されたが、最終的にはファースト・テイクが採用され、ミラーはそのことに関して後年「2回目、あるいは20回目なら完璧にできるかもしれないけど、ファースト・テイクには、初めて演奏した時にしか起こらないエナジーと新鮮さがあるのさ」とコメントしている。リードギターのフレーズの一部は、スティーヴ・ミラー・バンドが1969年に発表した曲「暗黒の時間」からの流用である。

## 反響・影響
1976年末にシングル・カットされると、1977年には全米2位を記録し、バンドにとって2作目にして最後の全米トップ10ヒット・シングルとなった。1977年4月にはRIAAよりゴールドディスクの認定を受けている。
2010年には、音楽ゲーム『ロックバンド3』で使用された。
2012年、アメリカの生物雑誌『Birds & Blooms』の企画において、2,200人以上の読者投票の結果、本作が「鳥に関するトップ・ソング」の1位となった。

## カヴァー

### ネヴィル・ブラザーズによるカヴァー
アメリカ合衆国のR&Bグループ、ネヴィル・ブラザーズのアルバム『ファミリー・グルーヴ』（1992年）には、スティーヴ・ミラー本人をゲストに迎えたカヴァーが収録された。アルバム・ヴァージョンの他に、ケニー・ドープ・ゴンザレスとリトル・ルイ・ヴェガによるリミックス・ヴァージョンも存在する。
母国アメリカではシングル・チャート入りしていないが、ニュージーランドのシングル・チャートでは合計11週トップ50入りして、最高8位を記録する大ヒットとなった。また、オーストラリアでは1992年7月12日付のシングル・チャートで44位を記録。

### シールによるカヴァー
イギリスのR&B歌手シールは、1996年公開のアメリカ映画『スペース・ジャム』のサウンドトラックに「フライ・ライク・アン・イーグル」のカヴァーを提供した。同年には、サウンドトラック・アルバムの原盤権を持つワーナー・サンセット・レコードからアメリカ盤シングルが発売され、全米10位、『ビルボード』のR&B/ヒップホップ・シングル・チャートで44位を記録する。母国イギリスでは、1997年3月29日付の全英シングルチャートで初登場13位となった。
シールのヴァージョンは、第40回グラミー賞において最優秀男性ポップ・ボーカル・パフォーマンス賞にノミネートされた。Matt Diehlは『エンターテインメント・ウィークリー』において、シールのヴァージョンを「ファンキーなスキャットとヒップホップのリズムの突進を別とすれば、この艶っぽいソウル歌手は、スティーヴ・ミラーの1970年代ロックの名曲に、大して新しい要素を加味したわけではない。とはいえシールは巧みに、このカヴァー曲に良い味を与えている」と評している。

### その他のカヴァー
- 阿川泰子 - アルバム『ECHOES』（1996年）に収録[25]。
- チャーリー・ハンター（英語版） - アルバム『リターン・オブ・ザ・キャンディマン』（1998年）に収録[26]。
- レス・ポール&フレンズ - アルバム『レス・ポール・トリビュート』（2005年）に、スティーヴ・ミラー本人をフィーチャリング・ゲストとして迎えたカヴァーを収録[27]。
- ネクター（英語版） - カヴァー・アルバム『A Spoonful of Time』（2012年）に収録[28]。

## サンプリング
- ビズ・マーキー - 1988年の楽曲「Nobody Beats the Biz」で使用[3]。
- アイス・キューブ - 1993年の楽曲「Ghetto Bird」で使用[3]。
- リル・ウェイン - 2002年の楽曲「Way of Life」で使用[3]。
- ナズ - 2004年の楽曲「Star Wars」で使用[3]。